# Cardamine bilobata
Cardamine bilobata là một loài thực vật có hoa trong họ Cải. Loài này được Kirk mô tả khoa học đầu tiên năm 1899.